# Liste des ducs de Bourgogne
Le duché de Bourgogne est fondé en 880 à partir du royaume de Bourgogne, par les rois carolingiens Louis III et Carloman II, ainsi que les membres princiers de leur famille qui se partagent l'Empire carolingien de Charlemagne et Louis le Pieux dont ils ont hérité. Ils féodalisent tous les royaumes carolingiens de France en duchés et comtés vassaux des rois de Francie occidentale.
Richard  de Bourgogne (dit Richard le Justicier) est nommé marquis puis premier duc de Bourgogne et un des six pairs laïcs primitifs de France par son seigneur, le roi Louis III.
Le duc de Bourgogne exerce la suzeraineté sur les comtés suivants :
- comté de Chalon, comté de Charolais, comté de Mâcon, comté d'Autun, comté de Nevers, comté d'Avallon, comté de Sancerre, comté de Tonnerre, comté de Senlis, comté d'Auxerre, comté de Sens, comté de Troyes, comté d'Auxonne, comté de Bar...

- et autres comtés, seigneuries, et acquisitions par mariages, héritages ou par guerres.

## Liste des ducs

### Bosonides
- 880-921 : Richard le Justicier, chef indiscuté des comtes de toute la région bourguignonne. Titré marquis (titre que reconnaissait le roi), ou duc (titre que lui donnait le peuple[1]).
- 921-923 : Raoul Ier, fils du précédent. En 923, il devient roi des Francs et cède le duché à son frère Hugues.
- 923-952 : Hugues le Noir, frère du précédent.
- 936 : Hugues le Grand entreprend la conquête de la Bourgogne et se fait reconnaître par le roi Louis IV dit d'Outremer le titre de duc des Francs (dux Francorum). Hugues le Noir se maintient en Autunois et garde Beaune et Nevers dans sa fidélité. À sa mort (952), ses possessions sont partagées :
  - Liétaud, est confirmé comme comte de Mâcon et d'Outre-Saône,
  - Gilbert de Chalon, unit l'Autunois à ses propres comtés et gouverne le duché, mais sans héritier, il doit fiancer sa fille Lietgarde à Otto, fils de Hugues le Grand.

L'un et l'autre portent le titre de « comes praecipuus Burgondiae », (comte principal de Bourgogne). Le titre ducal reste à Hugues le Grand.

### Robertiens
| Rang | Portrait | Nom                                                                                | Règne    | Dynastie   | Notes                                                                                          | Armoiries |
| ---- | -------- | ---------------------------------------------------------------------------------- | -------- | ---------- | ---------------------------------------------------------------------------------------------- | --------- |
| 7    |          | Otton (v. 945, Paris – 23 février 965, ?) mort à 20 ans environ                    | 956-965  | Robertiens | Fils d'Hugues le Grand, marié à Lietgarde, fille héritière du comte principal Gilbert d'Autun. |           |
| 8    |          | Eudes-Henri (v. 948, ? – 15 octobre 1002, Pouilly-sur-Saône) mort à 54 ans environ | 965-1002 | Robertiens | Frère du précédent, élu par les comtes du duché de Bourgogne.                                  |           |

### Ivrée
| Rang | Portrait | Nom                                                                         | Règne     | Dynastie | Notes                                               | Armoiries |
| ---- | -------- | --------------------------------------------------------------------------- | --------- | -------- | --------------------------------------------------- | --------- |
| 9    |          | Otte-Guillaume (v. 962, ? - 21 septembre 1026, Dijon) mort à 64 ans environ | 1002-1004 | Ivrée    | Comte palatin de Bourgogne, beau-fils du précédent. |           |

### Capétiens

#### Première Maison de Bourgogne
| Rang                                                               | Portrait     | Nom                                                                                      | Règne     | Dynastie  | Notes | Armoiries |
| ------------------------------------------------------------------ | ------------ | ---------------------------------------------------------------------------------------- | --------- | --------- | --- | --------- |
| 10                                                                 |              | Robert le Pieux (27 mars 972, Orléans – 20 juillet 1031, Melun) mort à 59 ans            | 1004-1016 | Capétiens | Est sacré le 25 décembre 987 à Orléans comme roi associé. Devient roi des Francs à la mort de son père Hugues Capet, le 24 octobre 996. Devient duc de Bourgogne en 1004, donne le duché à son fils Henri en 1016 mais ce dernier le cédera à son frère Robert. Meurt le 20 juillet 1031. |           |
| 11                                                                 | Henri Ier    | Henri Ier (4 mai 1008, ? – 4 août 1060, Vitry-aux-Loges) mort à 52 ans                   | 1016-1031 | Capétiens | Est sacré le 14 mai 1027 à Reims comme roi associé. Devient roi des Francs à la mort de son père Robert II, le 20 juillet 1031. Meurt le 4 août 1060. |           |
| 13                                                                 | Robert Ier   | Robert Ier le Vieux (v. 1011, ? – 21 mars 1076, Fleurey-sur-Ouche) mort à 65 ans environ | 1032-1076 | Bourgogne | Robert Ier était un prince de sang royal français, fils du roi de France Robert II le Pieux et de Constance d'Arles. Il fut duc de Bourgogne de 1032 à 1076, comte de Charolais, de Langres (1027), et d'Auxerre (de 1040 à 1060). |           |
| 14                                                                 |              | Hugues Ier (v. 1056, ? – 29 août 1093, Cluny) mort à 37 ans environ                      | 1076-1079 | Bourgogne | Fils d'Henri de Bourgogne et de Sybille de Barcelone, et donc petit-fils de Robert Ier le Vieux et arrière-petit-fils du roi de France Robert II le Pieux. Il fut duc de Bourgogne de 1076 à 1079, puis moine à l'abbaye de Cluny, jusqu'à sa mort en 1093. |           |
| 15                                                                 | Eudes Ier    | Eudes Ier le Roux (v. 1060, ? – 23 mars 1103, Tarse) mort à 43 ans environ               | 1079-1103 | Bourgogne | Il succède à son frère Hugues en tant que duc de Bourgogne de 1079 à 1103. Il épouse en 1080 Sibylle (vers 1065 - † après 1103), fille de Guillaume, comte palatin de Bourgogne. Il meurt à Tarse en Cilicie en le 23 mars 1103. |           |
| 16                                                                 | Hugues II    | Hugues II le Pacifique (v. 1085, ? – 6 février 1143, ?) mort à 57 ans environ            | 1103-1143 | Bourgogne | Fils du duc Eudes Ier et de Sibylle de Bourgogne. Il combattit sous la bannière du roi Louis VI le Gros contre Henri Ier d'Angleterre en 1109, puis contre Henri V, empereur germanique, qui avait envahi la Champagne en 1124. Il meurt peu après le 6 février 1143. |           |
| 17                                                                 | Eudes II     | Eudes II (1118, ? – 27 juin 1162, ?) mort à 44 ans                                       | 1143-1162 | Bourgogne | Fils de Hugues II le Pacifique, duc de Bourgogne, et de Mathilde de Mayenne. Il adopte le premier les armes de Bourgogne. Il meurt le 27 juin 1162. |           |
| 18                                                                 | Hugues III   | Hugues III (1148, ? – 25 août 1192, Tyr) mort à 44 ans                                   | 1162-1192 | Bourgogne | Fils de Eudes II, duc de Bourgogne, et de Marie de Blois-Champagne. Il régna d'abord sous la tutelle de sa mère, puis s'en dégagea. Il meurt le 25 août 1192. |           |
| 19                                                                 | Eudes III    | Eudes III (1166, ? – 6 juillet 1218, Lyon) mort à 52 ans                                 | 1192-1218 | Bourgogne | Fils de Hugues III, duc de Bourgogne, et de Alix de Lorraine, porta le titre de duc de Bourgogne de 1192 à 1218. Il fut le septième duc de Bourgogne de la lignée capétienne. Il meurt le 6 juillet 1218. |           |
| Régence (1218 – 1228) : Alix de Vergy, mère du duc Hugues IV.      |              |                                                                                          |           |           | |           |
| 20                                                                 | Hugues IV    | Hugues IV (9 mars 1213, ? – 30 octobre 1272, Villaines-en-Duesmois) mort à 59 ans        | 1218-1272 | Bourgogne | Duc de Bourgogne de 1218 à 1272, roi titulaire de Thessalonique (1266-1272), il est le fils de Eudes III, duc de Bourgogne, et d'Alix de Vergy. Il compta parmi les opposants à la régence de Blanche de Castille et attaqua son soutien, le comte de Champagne en 1229, mais fut contré par la régente. Meurt le 30 octobre 1272.                                                                 |           |
| 21                                                                 | Robert II    | Robert II (1248, ? – 21 mars 1306, ?) mort à 58 ans                                      | 1272-1306 | Bourgogne | Troisième fils d'Hugues IV, duc de Bourgogne et roi titulaire de Thessalonique, et de Yolande de Dreux. Lorsque son père mourut, ses deux frères aînés, Eudes et Jean étaient déjà morts et n'avaient laissé que des filles. Meurt le 21 mars 1306. |           |
| 22                                                                 | Hugues V     | Hugues V (1294, ? – 9 mai 1315, Argilly) mort à 21 ans                                   | 1306-1315 | Bourgogne | Hugues V de Bourgogne était l'aîné des enfants survivants du duc de Bourgogne Robert II et d'Agnès de France. Petit-fils de Louis IX par sa mère, il était encore enfant à la mort de son père, le 21 mars 1306, et régna sous la tutelle de sa mère, pendant sa minorité. À peine majeur, il mourut, ne laissant de son règne si court que le souvenir de sa brillante réception comme chevalier. |           |
| 23                                                                 | Eudes IV     | Eudes IV (1295, ? – 3 avril 1349, Sens) mort à 54 ans                                    | 1315-1349 | Bourgogne | Fils de Robert II, duc de Bourgogne (1272-1306), et d'Agnès de France. Il était donc, par sa mère, petit-fils de Saint Louis. Par sa sœur aînée Marguerite de Bourgogne (1290-1315), il était le beau-frère du roi de France Louis X le Hutin et l'oncle de la future reine de Navarre Jeanne II.                                                                                                  |           |
| Régence (1349-1361) : Jeanne Ire d'Auvergne, mère du duc Philippe. |              |                                                                                          |           |           | |           |
| 24                                                                 | Philippe Ier | Philippe Ier (1346, ? – 21 novembre 1361, ?) mort à 15 ans                               | 1349-1361 | Bourgogne | Né posthume en 1346 à Rouvres-en-Plaine (d'où son surnom), succède en 1349 à son grand-père le duc de Bourgogne Eudes IV. Il meurt de la peste le 21 novembre 1361. |           |

#### Seconde Maison de Bourgogne (Valois-Bourgogne)
Le 28 décembre 1361, Jean II de France, le deuxième roi Valois, revendique avec succès le duché après la mort de Philippe, le dernier duc capétien.
Le duché ne fut pas intégré au domaine royal ; il resta une entité féodale distincte, les états bourguignons s'opposant fermement à son annexion,.
En janvier 1362, il nomma Henri de Bar, seigneur de Pierrefort, comme premier gouverneur, mais dès le 25 janvier 1362, Jean nomma Jean de Melun, comte de Tancarville, gouverneur de Bourgogne.
Trois ans plus tard, le roi de France le transmet à son fils Philippe le Hardi, formant une seconde maison de Bourgogne qui va peu à peu régner sur un vaste ensemble territorial aujourd'hui connu sous le nom d'État bourguignon.
| Rang | Portrait    | Nom                                | Règne     | Notes | Armoiries |
| ---- | ----------- | ---------------------------------- | --------- | --- | --------- |
| 25   | Philippe II | Jean II le Bon (1319 – 1364)       | 1361-1363 | « Jean II le Bon », premier fils né du roi Philippe VI de France, connu sous le nom de « Philippe le Fortuné », et de Jeanne de Bourgogne. Il est né le 26 avril 1319 à Le Mans, France. Il fut désigné comme « roi de France » et, brièvement, « duc de Bourgogne ». La plupart de ses autres titres furent intégrés au domaine royal lorsqu'il devint roi, à l'exception de la Bourgogne, et il resta ainsi duc de Bourgogne jusqu'à ce qu'il transmette le duché à son fils, Philippe. Il mourut le 8 avril 1364. |           |
| 26   | Philippe II | Philippe II le Hardi (1342 – 1404) | 1364-1404 | « Philippe le Hardi », est le quatrième et dernier fils du roi Jean II de France, dit « Jean le Bon », et de Bonne de Luxembourg. Il voit le jour à Pontoise le 17 janvier 1342. Il est désigné comme « fils de France, duc de Touraine, duc de Bourgogne, premier Pair de France, comte de Flandre et d'Artois, comte palatin de Bourgogne et de Franche-Comté ». Meurt le 27 avril 1404. |           |
| 27   |             | Jean sans Peur (1371 – 1419)       | 1404-1419 | Il est le fils aîné du duc Philippe II de Bourgogne et de la duchesse et comtesse Marguerite III de Flandre et le frère d'Antoine de Bourgogne, comte de Rethel, puis duc de Brabant et de Limbourg. Il fut près de reconstituer l'ancienne Lotharingie. Assassiné par les Armagnacs en 1419. |           |
| 28   |             | Philippe III le Bon (1396 – 1467)  | 1419-1467 | Prince français de la troisième branche bourguignonne de la dynastie capétienne, la maison capétienne de Valois, et duc de Bourgogne, seigneur des Pays-Bas bourguignons de 1419 à 1467 et autres titres. Il est le fils unique du duc de Bourgogne Jean sans Peur et de Marguerite, fille du duc Albert de Bavière. |           |
| 29   |             | Charles le Téméraire (1433 – 1477) | 1467-1477 | Fils unique de Philippe le Bon, il est le dernier homme de la maison de Valois-Bourgogne. Malgré trois différentes épouses, il n'a eu qu'un seul enfant qui était une fille. |           |
| 30   |             | Marie de Bourgogne (1457 – 1482)   | 1477-1482 | Après Philippe II le Hardi, Jean sans Peur, Philippe III le Bon et Charles le Téméraire, elle est la cinquième et dernière duchesse de Bourgogne de la branche des Valois-Bourgogne. |           |

## Après 1477
Après la mort de Charles le Téméraire à Nancy en 1477, le duché de Bourgogne est annexé comme généralité du royaume de France et le comté de Bourgogne (Franche-Comté) suit comme territoire des Habsbourg et partie du Saint-Empire. Alors, la nature de l'inféodation de 1364 fait débat : le roi de France et les Habsbourg se disputent le titre et ce dernier n'est plus utilisé par la monarchie française jusqu'à ce qu'une transaction préliminaire au traité de Nimègue (1679) oblige le roi d'Espagne à renoncer au titre. Deux ans plus tard, Louis XIV donne ce titre à son petit-fils qui vient de naître.

### Duché de Bourgogne (titre français)
Le titre est décerné par le roi de France à des princes, et a priori au fils aîné du dauphin :
| Rang | Portrait | Nom                                    | Règne     | Dynastie | Notes | Armoiries |
| ---- | -------- | -------------------------------------- | --------- | -------- | --- | --------- |
| 31   |          | Louis de France                        | 1697-1711 | Bourbon  | Fils aîné de Louis de France, dit le Grand dauphin, et petit-fils de Louis XIV. Il est le père de Louis XV et devint dauphin en 1711. Il est marié à Marie-Adélaïde de Savoie. |           |
| 32   |          | Louis-Joseph-Xavier-François de France | 1751-1761 | Bourbon  | Fils aîné de Louis de France, dauphin, petit-fils de Louis XV et frère aîné du futur Louis XVI. Il meurt d'une tuberculose osseuse à l'âge de 9 ans.                           |           |

### Titre de courtoisie français
- 1950-1975 : Alphonse de Bourbon, fils aîné de Jacques Henri de Bourbon (1908-1975), duc d'Anjou et de Ségovie, reçoit de son père le titre de duc de Bourbon et de Bourgogne. En 1975, à la mort de son père, il prend le titre de duc d'Anjou.
- 2010- : Louis de Bourbon, dauphin de France, fils aîné de Louis de Bourbon, duc d'Anjou, né le 28 mai 2010, est titré duc de Bourgogne. Son frère jumeau cadet, Alphonse de Bourbon, est titré duc de Berry[7].

### Duché de Bourgogne (titre Habsbourg)

Armoiries impériales de Maximilien Ier où l'on voit les armes de Bourgogne sur l'écu central. On retrouve les armes de Bourgogne sur les armoiries de ses descendants.

En épousant Marie de Bourgogne, Maximilien de Habsbourg reprend à son compte les titres et possessions restantes des Valois-Bourgogne, notamment les Pays-Bas bourguignons (équivalent de l'actuel Benelux), le comté de Bourgogne (actuelle Franche-Comté), le titre ducal, l'ordre de la Toison d'or et leurs armoiries.
Lui, son fils Philippe Ier le Beau et son petit-fils Charles Quint continuent à revendiquer le duché de Bourgogne. Celui-ci oblige François Ier à le lui céder au traité de Madrid (1526), mais le roi de France manque à sa parole sitôt libéré ; les deux rivaux concluent la paix des Dames (1529) qui fait cesser les revendications de l'un sur la Bourgogne et de l'autre sur l'Italie. Les descendants de Charles continuent néanmoins de porter le titre de duc de Bourgogne jusqu'aux traités de Nimègue, en 1678 et 1679. Ces derniers traités attribuent la Franche-Comté (comté palatin de Bourgogne) à la France.
À l'issue de la guerre de Succession d'Espagne, aux traités d'Utrecht (1713), les Habsbourg d'Autriche reçoivent les Pays-Bas, revendiquent l'Ordre de la Toison d'Or (il y a depuis deux ordres, un autrichien et un espagnol). Ils continuent de porter le titre de duc de Bourgogne. L'impératrice Marie-Thérèse le porte dans les documents officiels, et semble être la dernière dans ce cas. Après elle, le titre de duc de Bourgogne paraît absent de la titulature impériale (voir Habsbourg). Le titre se transmet donc aux Bourbons d'Espagne et, durant les périodes républicaines, au chef de la maison d'Espagne. Le roi Philippe VI le porte encore de façon traditionnelle. La Constitution espagnole de 1978 lui accorde le titre de roi d'Espagne, mais précise qu'il pourra utiliser les autres titres qui appartiennent à la Couronne.
Ducs Habsbourg de Bourgogne :
- 1482-1506 : Philippe le Beau, fils de Marie de Bourgogne et de Maximilien de Habsbourg.
- 1506-1556 : Charles Quint, fils du précédent.
- 1556-1598 : Philippe II d'Espagne, fils du précédent.
- 1598-1621 : Philippe III d'Espagne, fils du précédent.
- 1621-1665 : Philippe IV d'Espagne, fils du précédent.
- 1665-1700 : Charles II d'Espagne, fils du précédent.
- 1700-1713 : Philippe V d'Espagne, petit-neveu du précédent.
- 1713-1740 : Charles VI du Saint-Empire, traité d'Utrecht.
- 1740-1780 : Marie-Thérèse d'Autriche, fille du précèdent.
- 1780-1790 : Joseph II du Saint-Empire, fils de la précédente.
- 1790-1792 : Léopold II du Saint-Empire, frère du précédent.
- 1792-1835 : François Ier d'Autriche, fils du précédent (titre de courtoisie à partir de 1795).
- 1835-1848 : Ferdinand Ier d'Autriche, fils du précédent (titre de courtoisie).
- 1848-1916 : François-Joseph Ier d'Autriche, neveu du précèdent (titre de courtoisie).
- 1916-1918 : Charles Ier d'Autriche, petit-neveu du précédent (titre de courtoisie).
- 1975-2014 : Juan Carlos Ier d'Espagne, d'après la constitution espagnole (titre courtois).
- depuis 2014 : Felipe VI d'Espagne, fils du précédent (titre courtois).

## Possessions des ducs de Bourgogne
Liste non exhaustive des possessions tenues en nom propres ou en fiefs par les ducs de Bourgogne :
- château d'Argilly, à Argilly ;
- palais des ducs de Bourgogne, à Dijon ;
- château d'Époisses, à Époisses ;
- château de Germolles, à Mellecey ;
- château de Montbard, à Montbard ;
- château de Rouvres, à Rouvres-en-Plaine.